# William José de Assis Filho
William José de Assis Filho (Mariana, Minas Gerais, 25 de junio de 1933-Belo Horizonte, 9 de junio de 2024) fue un futbolista de Brasil que jugó en la posición de defensa.

## Carrera

### Club
| Periodo   | Club             |
| --------- | ---------------- |
| 1954-1963 | Atlético Mineiro |
| 1964      | America RJ       |
| 1964-1967 | Cruzeiro EC      |
| 1968      | Villa Nova AC    |

### Selección nacional
Jugó para Brasil en cuatro partidos del Campeonato Sudamericano 1963 donde terminó en cuarto lugar.

## Muerte
William murió por complicaciones luego de sufrir una caída en Belo Horizonte el 9 de junio de 2024 a los 90 años.

## Logros
- Campeonato Mineiro (9): 1954, 1955, 1956, 1958, 1962, 1963, 1965, 1966, 1967